# Australian Open 2020/Quadeinzel
Das Quadeinzel (Rollstuhl) der Australian Open 2020 war ein Rollstuhltenniswettbewerb in Melbourne und fand vom 29. Januar bis zum 1. Februar statt.
Vorjahressieger war Dylan Alcott, der das Turnier erneut gewann.

## Setzliste
| Nr. | Spieler          | Erreichte Runde |
| --- | ---------------- | --------------- |
| 01. | Dylan Alcott     | Sieg            |
| 02. | Andrew Lapthorne | Finale          |

## Ergebnisse
Zeichenerklärung
- Q = Qualifikant
- WC = Wildcard
- LL = Lucky Loser
- ITF = qualifiziert über ITF-Ranking
- ALT = alternate (Ersatz)
- PR = Protected Ranking
- SE = Special Exempt
- r = retired (Aufgabe)
- d = Disqualifikation
- w.o. = walkover
- [ ] = Match-Tie-Break

Finale
|  | Finale |                  |   |   |  |
|  |        |                  |   |   |  |
|  | 1      | Dylan Alcott     | 6 | 6 |  |
|  | 2      | Andrew Lapthorne | 0 | 4 |  |
|  |        |                  |   |   |  |

Gruppenspiele
|   |                  | Alcott   | Lapthorne       | Wagner    | Davidson        | Round Robin S-N | Sätze S-N | Spiele S-N | Pos. |
| 1 | Dylan Alcott     |          | 7:5, 6:1        | 6:3, 6:1  | 6:2, 6:0        | 3:0             | 6:0       | 37:12      | 1    |
| 2 | Andrew Lapthorne | 5:7, 1:6 |                 | 6:3, 7:66 | 7:65, 3:6, 7:65 | 2:1             | 4:3       | 36:40      | 2    |
|   | David Wagner     | 3:6, 1:6 | 3:6, 6:76       |           | 6:2, 6:3        | 1:2             | 2:4       | 25:30      | 3    |
|   | Heath Davidson   | 2:6, 0:6 | 6:75, 6:3, 6:75 | 2:6, 3:6  |                 | 0:3             | 1:6       | 25:41      | 4    |